# Nauhain

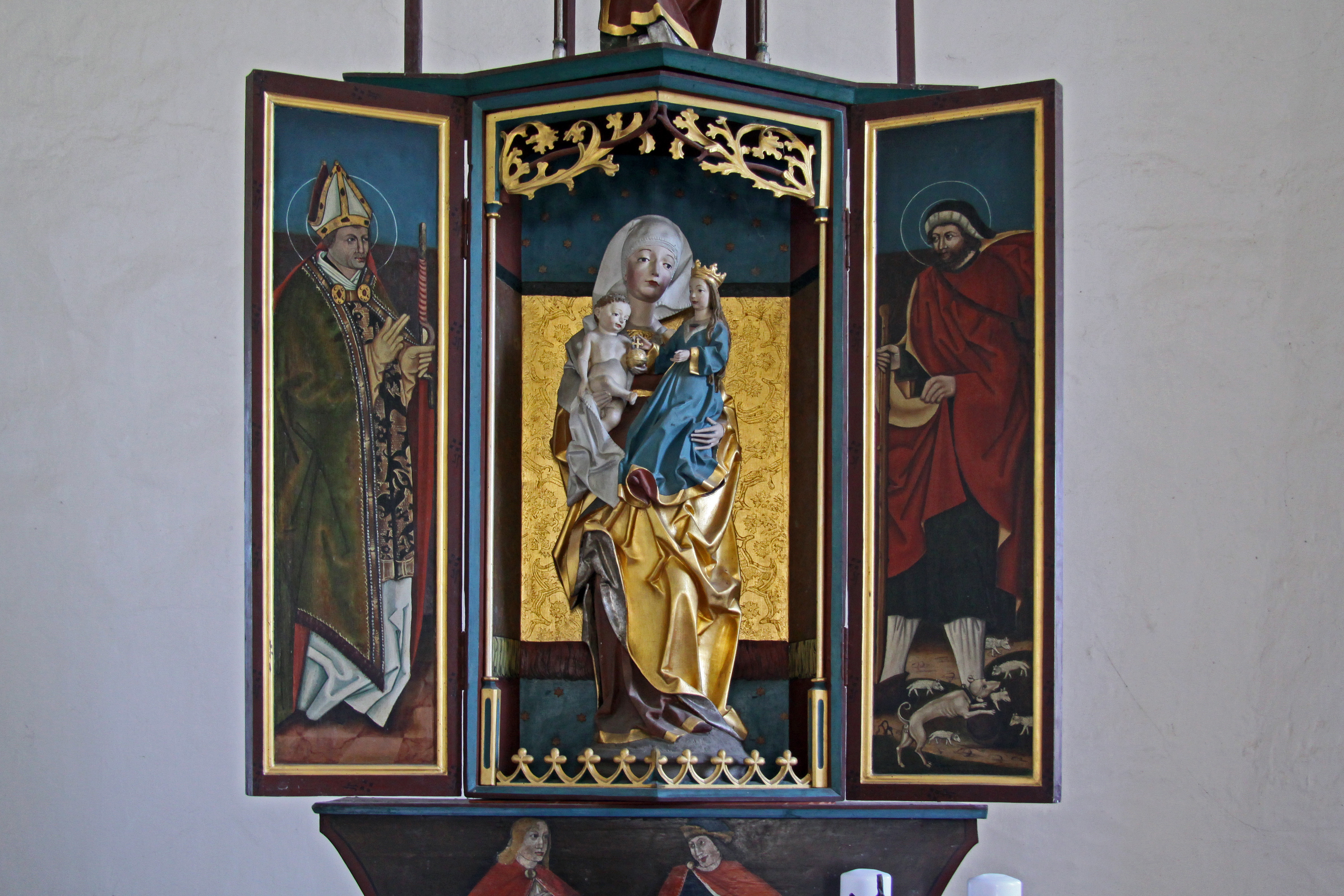
Kirche zu Nauhain, Mittelschrein des Altars

Nauhain ist ein Ortsteil der sächsischen Kleinstadt Hartha im Landkreis Mittelsachsen.

## Geografie und Verkehrsanbindung
Der Ort liegt nordöstlich des Kernortes Hartha an der Kreisstraße K 7541. Die B 175 verläuft östlich und südlich. Durch den Ort fließt in nordöstlicher Richtung der Staupenbach, ein linker Zufluss der Freiberger Mulde. Er hat am südwestlichen Ortsrand hat seine Quelle. Nördlich fließt die Freiberger Mulde und östlich die Zschopau.

## Geschichte
Nauhain entstand im 12. Jahrhundert im Zuge des Landesausbaus im Pleißenland. An der Rodung im Bereich Wendishain/Nauhain waren verschiedene Herren beteiligt.
1298 übertrug der Landrichter des Pleißenlandes das Dorf Nauhain mit beiden Gerichten an das Kloster Buch. Das Kloster hatte es von Tunzold von Kaufungen gekauft. Die Herren von Waldenburg, deren Burgmann der von Kaufungen war, verzichteten auf alle Ansprüche. Auch Hugo von Wolkenburg verzichtete auf seine Forderungen, die er an Tunzold haben könnte, und nahm das Kloster in seinen besonderen Schutz. 1299 bestätigte der Burggraf von Altenburg nochmals den Besitzstand von Nauhain und deren Historie und wehrte Ansprüche der Herren von Flößberg, einer Seitenlinie der Burggrafen von Altenburg, ab. 1302 verzichtete nochmals Hugo von Wolkenburg auf seine Ansprüche, nachdem das Kloster ihm fünfeinhalb Mark gezahlt hatte. Der Schutz hatte also seinen Preis. 1548 nennt das Amtserbbuch von Kloster Buch zu Nauhain „14 besessene Mann, darunter 7 Anspanner, die sind alle dem Kloster Buch lehen- und zinsbar“ mit 12¼ Hufen. Beide Gerichte waren beim Kloster.
1465 gewährte der Papst allen denen einen hunderttägigen Ablass, die die Kapelle zu Nauhain besuchen und zu ihrem Bau beitragen, besonders an den Tagen des heiligen Georg (23.4.), der heiligen Maria Magdalena (22.7.), des heiligen Erzengels Michael (29.9.) und des heiligen Bischofs Martin (11.11.), denen diese Kapelle geweiht ist. Es ist nicht zu ersehen, in wessen Auftrag dieser Ablassbrief ausgestellt wurde. Mit solchen Ablässen wurden oft Bauvorhaben unterstützt. In der Tat wird der Anbau des Chores in Nauhain um 1500 datiert. Die Kapelle selbst war stets der Kirche in Wendishain unterstellt. Es ist nicht erkennbar, wann das Kloster das Patronat erhalten hat. Die vier genannten Termine sind klassische Wallfahrtstermine für die Landbevölkerung in Zeiten, da jeweils die bäuerliche Arbeit zu einem gewissen Abschluss gekommen war. Von dieser Wallfahrt zeugen heute noch die beiden erhaltenen Prozessionsstangen. Von den vier genannten Patronen der Kirche, denen die Wallfahrten galten, sind allerdings nur zwei im Flügelaltar zu finden, der heilige Martin in der Predella und der heilige Michael im Auszug, also beide nicht an repräsentativer Stelle. Besonders fehlt natürlich der heilige Georg, so dass es durchaus möglich wäre, dass es sich eigentlich um einen fremden, später hier aufgestellten Altar handelt, zumal er in dem neuen Chor recht klein erscheint. Es wäre außerdem denkbar, dass die Zuweisung des Georgs-Patroziniums auf einer Verwechslung mit Nauenhain bei Geithain beruht, dort existierte nachweislich eine Georgskapelle, die 1334 zur Kirche erhoben worden war.

### Kirche
Die Kirche macht jedenfalls einen wesentlich älteren Eindruck. Denkt man sich die späteren Erweiterungen (Chor und Eingangshalle) weg, so erscheint sie als Turm, nicht als Saalkirche, und für Wallfahrten mit größeren Menschenmengen wenig geeignet. Das Untergeschoss des Turmes mit seinem altertümlichen Kreuzgratgewölbe und dem gotischen Portal ist der Raum für die Gemeinde. Ursprünglich muss die Kapelle eine Apsis gehabt haben, denn die Bemalung des Triumphbogens ist älter, sie entspricht nicht der Entstehungszeit des Chores. Außerdem befindet sich auf der rechten Seite des Triumphbogens noch die ehemalige Piscina. Der Choranbau mit seinen einfachen Vorhangbogenfenstern wird auf die Zeit um 1500 datiert, die Erweiterung des Fensters auf der Südseite dürfte im 18. Jahrhundert erfolgt sein, ebenso der Einbau der Emporen, die auf der Abbildung bei Gurlitt noch zu sehen sind.
Der Altar ist ein Werk von Peter Breuer, datiert 1504. Im Schrein befindet sich eine Anna selbdritt, ihr zur Rechten der heilige Erasmus mit der Darmwinde, zur Linken der heilige Wendelin mit seiner Herde, auf den Rückseiten der Flügel der heilige Stephanus und der heilige Antonius. In der Predella sind der heilige Martin und Johannes der Täufer dargestellt, im Auszug der Erzengel Michael. Eigentlich ist ein Zusammenhang der Darstellung auf dem Altar mit der beschriebenen Wallfahrt nur schwer herstellbar. Nur die beiden Prozessionsstangen erinnern an diese. Eine künstlerische Bewertung sei Fachleuten vorbehalten.
Nach der Auflösung des Klosters Buch im Zuge der Reformation 1525 gehörte Nauhain fortan bis 1856 zum kursächsischen bzw. königlich-sächsischen Amt Leisnig. Ab 1856 gehörte der Ort zum Gerichtsamt Hartha und ab 1875 zur Amtshauptmannschaft Döbeln. 1936 wurde der Ortsteil Nauhainer Häuser von Wendishain zugeordnet. Am 1. Juli 1950 wurde Nauhain nach Wendishain eingemeindet. Mit diesem kam Nauhain im Jahr 1994 zu Hartha.

## Sehenswürdigkeiten
Vom Bildschnitzer Peter Breuer (um 1472–1541) stammt der gut erhaltene Flügelaltar aus dem Jahr 1504, der sich in der Pfarrkirche befindet.